# Vladimir Arsenijević
Vladimir Arsenijević (Pula, Hrvatska, 1965.), nagrađivani i međunarodno priznati srpski pisac, prevoditelj, urednik i publicist.
Nakon što je 1985. godine završio srednju školu i izvršio obvezno služenje vojnoga roka Arsenijević se u dobi od 20 godina preselio u London. Godine 1989. vratio se u Beograd nakon četiri godine.
Dobio je NIN-ovu nagradu 1994. godine postavši najmlađi dobitnik ove prestižne nagrade svojim prvim romanom U potpalublju. Bio je to prvi put da je jedna debitantska knjiga osvojila ovu nagradu. Ova proturatna knjiga ubrzo je prevedena na 20 jezika i postavila je Arsenijevića gotovo trenutačno među najprevođenije srpske pisce. Od tada je Arsenijević objavio četiri druga romana.
Poznati je urednik koji je stvorio i razvio izdavačku kuću RENDE u kojoj je radio kao glavni urednik od njezina osnutka sve do 2007. godine.
Jedan je od osnivača i voditelja književnog festivala "Krokodil", koji se svake godine održava u Beogradu od 2009. godine i na kojem su sudjelovali mnogi hrvatski pisci. Nakon okončanja Krokodilovog projekta "Jezici i nacionalizmi" bio je jedan od prvih potpisnika rezultata tog projekta – Deklaracije o zajedničkom jeziku, u kojoj se tvrdi da se u Hrvatskoj, Bosni i Hercegovini, Srbiji i Crnoj Gori govore nacionalne standardne varijante zajedničkog policentričnog standardnog jezika.
Trenutačno je zaposlen kao urednik u beogradskom VBZ-u, podružnici hrvatske izdavačke kuće VBZ-a. Živi i radi u Beogradu.